# Jorge Zentner
Jorge Zentner   (Basavilbaso, 27 de febrer de 1953) és un escriptor i guionista de còmics argentí, creador del personatge Dieter Lumpen.

## Biografia
Zentner va néixer en el si d'una família jueva asquenazita que havia emigrat a Argentina des d'Europa de l'Est a principis del segle XX. S'interessa des de la seva infància pel còmic i la literatura i entre els autors que li deixaren una empremta més profunda trobem a l'argentí nascut a Uruguai Horacio Quiroga i el nord-americà Edgar Allan Poe.
Es va criar a la Colònia Lucenville i als disset anys es trasllada a la ciutat de La Plata, capital de la província de Buenos Aires, on treballa com a periodista en el diari El Dia i en emissores de ràdio i, per un breu temps, en la llibreria i distribuïdora de revistes culturals Dafe, però als 24 anys (el 1977) Zentner, simpatitzant de l'esquerra peronista, es veu obligat a exiliar-se a causa de la dictadura.
Viatja per França i Israel, i acaba instal·lant-se a Sitges, on realitza diversos treballs relacionats amb l'escriptura. En aquella època coneix al guionista d'historietes argentí Carlos Sampayo, qui l'introdueix al món del còmic.

### Obra
Els seus primers treballs en aquest camp són per a la sèrie El agente de la Nacional, que havien començat el propi Sampayo i Jorge Schiaffino. Més endavant col·labora en l'adaptació al còmic de la sèrie de dibuixos animats Ulysse 31. El 1981 s'associa amb el dibuixant Rubén Pellejero, amb el qual crea sèries com Las memorias de Monsieur Griffaton (1982) i Historias en FM (1983), ambdues aparegudes en la revista espanyola d'historietes Cimoc. També el 1983 i a la Cimoc, publica Historias frías, amb i dibuixos de Tha.
L'èxit arribaria de la mà d'una altra col·laboració amb Pellejero, publicada en la revista Cairo: Las aventuras de Dieter Lumpen (1985), incursió del tàndem Pellejero/Zentner en el gènere d'aventures, de la qual es publicarien diversos àlbums. Al principi es tractava d'històries curtes en blanc i negre, d'ambientació exòtica, protagonitzades per un clàssic antiheroi a l'estil de Corto Maltès, però aviat el personatge es consolida i els autors emprenen la realització d'àlbums complets en color sobre les seves aventures, com són Enemigos comunes i Caribe.
El 1989 Zentner s'instal·la a Tolosa de Llenguadoc, França, i realitza, en col·laboració amb Pellejero i altres autors, diversos títols per al mercat francès, la majoria dels quals no arriben a editar-se als Països Catalans.
A principis de la dècada del 1990 publica els dues úniques novel·les de ficció: les col·leccions de relats Informes para Mertov (1991) i Mertov (1993). Amb motiu del cinquè centenari del descobriment d'Amèrica, escriu el 1992 els guions de diversos àlbums sobre el tema dibuixats per Pellejero, Mattotti i Carlos Nine.
Poc després llança l'última història de Dieter Lumpen, El precio de Caronte, en la revista Top Comics. L'obra més important de Zentner i Pellejero en aquests anys és El silencio de Malka, àlbum en el que Zentner canvia de registre, abandonant el còmic d'aventures per un tipus d'historieta més ancorat en la realitat i amb una important dimensió lírica. L'obra obté un gran èxit, sobretot a França, on el 1997 és guardonada amb el premi Alph-Art al millor àlbum estranger del Festival del Còmic d'Angulema.
Ja a principis de segle XXI, va continuat treballant amb Rubén Pellejero (l'àlbum Tabú de 1999 i la sèrie de dos volums Âromm, de 2003), i va realitzar també guions per a altres autors, com Mattotti (El rumor de la escarcha, 2002) o David Sala (Replay). El seu àlbum Tabú va obtenir en 2001 el premi al millor guió en el Saló del Còmic de Barcelona.
L'any 2001 obté també el premi Apel·les Mestres de literatura infantil il·lustrada pel seu llibre Menjapors, en col·laboració amb l'il·lustrador Tàssies.

### Canvi de rumb
Segons declaracions de Zentner, a finals de la dècada del 2000, decideix allunyar-se progressivament del món de les novel·les gràfiques. S'inicia en el món de l'autoconeixement i reeducació emocional, creant un blog i un podcast, escrivint llibres i impartint tallers sobre el tema a Barcelona.
És pare d'un fill.

## Principals obres, col·laboradors i premis
- Las aventuras de Dieter Lumpen, amb Rubén Pellejero (Norma):

1. Las aventuras de Dieter Lumpen (1985).[21]
2. Enemigos comunes (1986).[22] Un dels relats d'aquest àlbum, Los pecados de Cupido, va guanyar el Premi Haxtur a la millor història curta (Saló Internacional del Còmic del Principat d'Astúries, 1986).[23]
3. Un puñal en Estambul (1987).[24]
4. Caribe (1989).[25]
5. El precio de Caronte (inèdit a Espanya en format àlbum; publicat el 1998 en format comic-book per Planeta DeAgostini).[26]

- Caboto, amb Lorenzo Mattotti (Glénat, 1993).[27]
- El silencio de Malka, amb R. Pellejero (Glénat, 1995).[28] Premi Alph-Art al millor àlbum estranger (Festival del Còmic d'Angulema, 1997).
- Replay, amb David Sala (Astiberri):

1. Le début et la fin (2000).[29]
2. Le plein et le vide (2001).[30]
3. La fin... et le début (2002).[31]

- Tabú, amb R. Pellejero (Glénat, 2000). Premi al millor guió (Saló Internacional del Còmic de Barcelona, 2001).[32]
- Menjapors, amb Tàssies (Destino, 2001). Premi Apel·les Mestre a la millor obra de literatura infantil il·lustrada (Barcelona, 2001).[33]
- El rumor de la escarcha, amb L. Mattotti (Planeta De Agostini, 2002).[34]
- Âromm, amb R. Pellejero (Glénat):

1. Destino nómada (2002).[35]
2. Corazón de estepa (2003).[36]

- Pampa, amb Carlos Nine (Dergaud):

1. Lune de sang (2003).[37]
2. Lune d'argent (2004).[38]
3. Lune d'eau (2005).[39]

- Nicolas Eymerich, inquisiteur, amb Valerio Evangelisti (Delcourt):

1. La Déesse I (2003).[40]
2. La Déesse II (2004).[41]
3. Le Corps et le sang I (2006).[42]
4. Le Corps et le sang II (2007).[43]

- Sept Balles pour Oxford, amb Marcello Quintanilha (Le Lombard):

1. La Promesse (2003).[44]
2. La Perle (2004).[45]
3. La Fuite (2005).[46]
4. L’Héritière (2006).[47]
5. Le Grillon (2007).[48]
6. Le Fantôme (2009).[49]
7. La Vulnérabilité (2012).[50]

- Chuf Chuf, amb Philip Stanton (Macmillan, 2009).[51]